# White Ship
A White Ship (Fehér hajó, franciául: la Blanche-Nef) nevű hajó 1120. november 25-én süllyedt el a La Manche csatornán, a normandiai Barfleurtől nem messze. A hajótörésben életüket vesztők között volt Vilmos Adelin (William Adelin), I. Henrik angol király egyetlen törvényes fia. A hajótörés így egy örökösödési válsághoz, és Az anarchia néven ismert polgárháborúhoz vezetett.

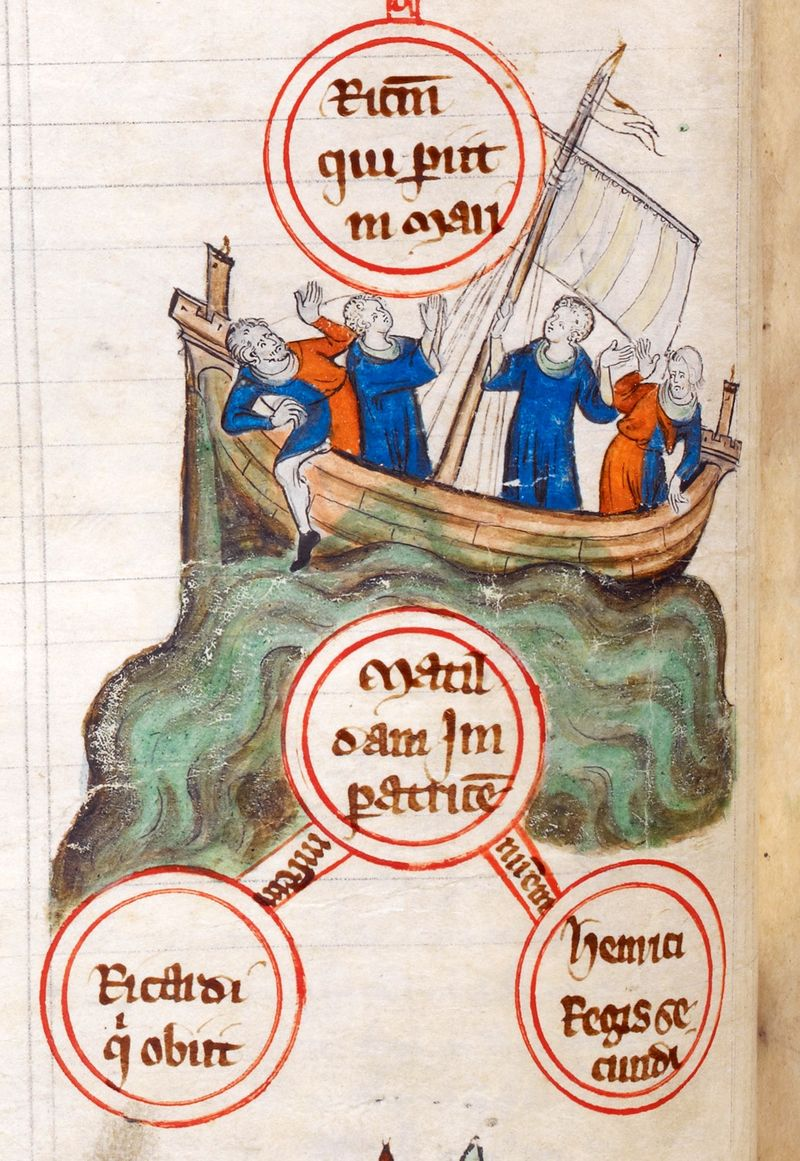
A White Ship elsüllyedése

## Az eseményről fennmaradt beszámolók
Itt halt meg Williammal Richard, a király másik fia is, akit egy rang nélküli asszony szült neki még trónra lépése előtt, bátor ifjú és atyjának engedelmessége miatt drága; Richard d'Avranches, Chester második grófja, és testvére Otheur; Geoffrey Ridel; Walter of Everci;Geoffrey,   Hereford főapátja; Chester grófnéja, a király unokahúga Lucia-Mahaut Blois-ból; és még sokan mások... Egy hajó sem hozott nagyobb szerencsétlenséget Angliára.
A Fehér Hajó Thomas FitzStephen tulajdonában álló új hajó volt. Thomas FitzStephen apja Hódító Vilmos egyik hajóskapitánya volt, amikor 1066-ban átkelt a csatornán. FitzStephen felajánlotta I. Henriknek a hajóját, hogy azon térjen vissza Barfleurből Angliába. Henrik azonban már megállapodott valakivel, hogy vele hajózik el, viszont azt ajánlotta, hogy fia William Adelin utazzon vele helyette. A Fehér Hajó azonban kifutása után hamarosan egy ma is látható sziklára futott, és gyorsan elsüllyedt. Mindössze egy túlélő volt, egy rouen-i szakács, akit egy halászhajó kimentett másnap reggel. Ordericus Vitalis krónikás azt írja, hogy FitzStephen is feljött a víz felszínére, viszont mikor észrevette, hogy a király fia nem élte túl a balesetet, öngyilkos lett, hogy ne kelljen a király elé állnia.
A hajó elsüllyedésének oka a kortársakat is foglalkoztatta. Egyes történetírók szerint az utasok és a legénység berúgott, mások szerint a hajó kapitánya utol akarta érni a király előbb indult hajóját. Mások szerint a Csatorna amúgyis nyugtalan vize volt a baj forrása. Ismét mások azt állították, hogy a hajót nem áldhatták meg papok, ezért kellett elsüllyednie. William of Nangis szerint a hajón lévő szodomiták miatt történt a katasztrófa.

## A katasztrófa következményei

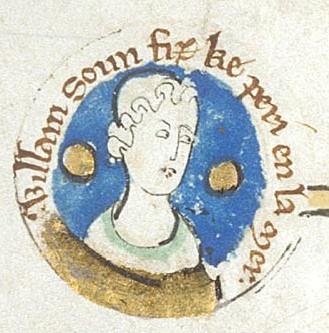
William Adelin

Az Anarchia során Blois-i István igyekezett megszerezni az angol trónt. I. Henriknek ugyanis csak egy törvényes utóda, Matilda hercegnő, V. Henrik német-római császár özvegye maradt. S bár több alkalommal is megígérték, a bárók mégis haboztak elismerni Matilda régens királynő uralmát I. Henrik 1135-ös halála után. Ennek több oka is volt: addig még nem ült Anglia trónján nő a saját jogán. Másrészről pedig Matilda 1128 óta V. Geoffrey-nak, Anjou grófjának volt a felesége, akikkel nem szimpatizáltak a normann nemesek.
Blois-i István, Henrik rokona, az elhunyt király unokaöccse (anyja Adela Henrik testvére volt), valamint bátyjai Vilmos és Theobald is igényt formáltak a trónra. István is állítólag fölszállt a Fehér Hajóra, de Ordericus Vitalis szerint egy hirtelen jött gyomorrontás miatt le kellett szállnia róla, még a kihajózás előtt. Matilda és Anjou Geoffrey, a Plantagenet-ház alapítói, ezért hosszú és pusztító háborúba keveredtek a trónkövetelőkkel.

## Szépirodalmi feldolgozás
A hajó elsüllyedését és az azt követő örökösödési válságot mutatja be Ken Follett A katedrális (The Pillars of the Earth) című regénye és a belőle készült filmsorozat.